# ياغر لتطوير ألعاب الفيديو
ياغر للتطوير أو ياغر لتطوير ألعاب الفيديو (بالإنجليزية: Yager Development)‏ ، هي شركة لصناعة وتطوير ألعاب الفيديو الألمانية، أسست سنة 1999م.

## قائمة تطوير ألعاب الفيديو
| العنوان                                   | السنة | نوع اللعبة                          | الأنظمة                           | الناشر                            |
| ----------------------------------------- | ----- | ----------------------------------- | --------------------------------- | --------------------------------- |
| ياغر Yager                                | 2003  | لعبة التحكم للطائرة المقاتلة        | إكس بوكس، ويندوز                  | تي إتش كيو                        |
| Aerial Strike: Low Altitude - High Stakes | 2005  | طيران                               | ويندوز                            | تي إتش كيو ودريم كاتشر انتر أكتيف |
| Spec Ops: The Line                        | 2012  | تصويب منظور الشخص الثالث            | ويندوز، بي إس 3، إكس 360، ماكنتوش | تو كي جيمز                        |
| ديد آيسلاند 2                             | 2015  | تصويب منظور الشخص الأول، رعب البقاء | ويندوز، بي إس 4، إكس بوكس ون      | ديب سيلفر                         |
| Dreadnought                               | 2015  | طيران                               | ويندوز                            | غاري بوكس                         |